# Paco Jémez
Francisco Jémez Martín (* 18. April 1970 in Las Palmas de Gran Canaria), auch bekannt als Paco Jémez oder nur Paco, ist ein ehemaliger spanischer Fußballspieler und jetziger -trainer. Als Aktiver unter anderem für Deportivo La Coruña und Real Saragossa spielend, trainierte er von 2012 bis 2016 und von 2019 bis 2020 die Mannschaft von Rayo Vallecano.

## Spielerkarriere

### Vereinskarriere
Paco Jémez, geboren am 18. April 1970 in Las Palmas auf Gran Canaria, begann seine Spielerkarriere in der Jugend des FC Córdoba. 1989 feierte er bei diesem Klub auch sein Debüt als Fußballprofi. Für den damals drittklassigen Verein spielte der junge Abwehrspieler zwei Jahre in der Profimannschaft, ehe er im Sommer 1991 zu Real Murcia wechselte. Beim Zweitligisten absolvierte Paco 35 Ligaspiele in der Saison 1991/92, verließ den Klub nach Saisonende jedoch auch schon wieder. Es folgte ein erneut einjähriges Intermezzo bei Rayo Vallecano. Rayo war im Vorjahr wieder in die Primera División aufgestiegen und erreichte mit Paco Jémez in der Abwehr einen guten vierzehnten Rang in der Primera División 1992/93 mit zwei Punkten Vorsprung auf den ersten Abstiegsplatz.
Von 1993 bis 1998 agierte Paco in der Verteidigung von Deportivo La Coruña, das damals im Aufstieg zur absoluten Spitzenmannschaft begriffen war. 1994/95 erreichte Depor nach Siegen über UE Lleida, Athletic Bilbao sowie Sporting Gijón das Endspiel in der Copa del Rey und traf dort auf den FC Valencia. Mit 2:1 konnte sich La Coruña durchsetzen und den ersten großen Titel der Vereinsgeschichte holen, Paco gehörte jedoch nicht zur Formation im Endspiel. Generell hatte er es schwer, sich dauerhaft einen Stammplatz in der Mannschaft von Trainer Arsenio Iglesias zu sichern. Deshalb kam Paco Jémez in den fünf Jahren, die er für den galicischen Verein spielte, auch nur zu 94 Einsätzen im Ligabetrieb. Dabei sprang ein Torerfolg heraus.
1998 wechselte Paco Jémez erneut den Arbeitgeber und stand fortan bei Real Saragossa unter Vertrag, wo er seine mit Abstand erfolgreichste Zeit als Fußballspieler erlebte. In der Saison 2000/01 erreichte Paco seinen zweiten Titelgewinn im spanischen Fußballpokal, diesmal sogar mit aktiver Beteiligung im Endspiel. Gegen Celta Vigo gewann Real Saragossa mit 3:1 und sicherte sich fünften Mal überhaupt die Copa del Rey. Paco Jémez spielte über die gesamte Spielzeit in der Defensive Saragossas. Drei Jahre später gelang gleiches noch einmal, diesmal wurde im Finale Real Madrid mit 3:2 nach Verlängerung besiegt. Zu diesem Zeitpunkt hatte Paco Jémez seinen Stammplatz im Team von Real Saragossa längst eingebüßt, das Endspiel 2004 erlebte er von der Ersatzbank aus. In diese an sich erfolgreiche Zeit fiel allerdings auch der Abstieg aus der Primera División 2002. Als amtierender Pokalsieger spielte Real Saragossa eine desaströse Saison, an deren Ende erstmals seit 1978 der Gang in die Zweitklassigkeit angetreten werden musste. Es folgte jedoch der direkte Wiederaufstieg und als Aufsteiger sofort der Pokaltriumph von 2004.
2004 endete das Kapitel von Paco Jémez bei Real Saragossa, er verließ den Verein nach sechs Jahren und 168 Einsätzen im Ligabetrieb. Dabei war ihm ein Tor gelungen. Die erste Saisonhälfte 2004/05 verbrachte er danach bei Rayo Vallecano in der Segunda División. Ab Winter 2005 spielte Paco noch eineinhalb Jahre für CD Lugo unterklassig Fußball, ehe er seine aktive Laufbahn 2006 im Alter von 36 Jahren beendete.

### Nationalmannschaft
Während seiner Zeit bei Real Saragossa wurde Paco Jémez auch spanischer Nationalspieler. Zwischen 1998 und 2001 wurde er in 21 Länderspielen für sein Heimatland eingesetzt. Ein Tor sprang nicht heraus. Von Nationaltrainer José Antonio Camacho wurde Paco ins Aufgebot der Spanier für die Fußball-Europameisterschaft 2000 in Belgien und den Niederlanden berufen. Bei dem Turnier fungierte Paco als Stammspieler und wurde in drei der vier Spiele seiner Mannschaft eingesetzt. Die spanische Auswahl konnte die Gruppenphase souverän als Erster ihrer Gruppe vor Jugoslawien, Norwegen und Slowenien beenden, ehe im Viertelfinale Frankreich beim 1:2 eine zu große Hürde darstellte.

## Trainerkarriere
Seine erste Trainerstation hatte Paco Jémez von 2006 bis 2007 bei RSD Alcalá. Im Jahr darauf coachte er den FC Córdoba in erster Amtszeit. Den gerade eben in die zweite Liga zurückgekehrten Verein bewahrte Paco in der Saison 2007/08 mit dem Erreichen von Platz achtzehn knapp vor dem direkten Wiederabstieg. Allerdings war dies nicht allein Paco Jémez' Verdienst, er wurde zehn Spieltage vor Saisonende auf einem Abstiegsplatz stehend entlassen. Im Verlaufe der Folgesaison übernahm Paco den Trainerposten beim Drittligisten FC Cartagena. Mit dem Klub war er ausgesprochen erfolgreich und setzte sich in den Playoff-Spielen um den Zweitligaaufstieg gegen CD Alcoyano durch, was den Aufstieg in die Segunda División bedeutete. Die Drittligameisterschaft jedoch musste man knapp an den FC Cádiz abgeben. Nach dem gelungenen Aufstieg trennten sich die Wege von Paco Jémez und dem FC Cartagena wieder. Sein Nachfolger in Cartagena wurde Juan Ignacio Martínez.
Gegen Ende der Segunda División 2009/10 übernahm Paco von Sergio Krešić bei UD Las Palmas in seiner Heimatstadt und führte den Verein noch zum Klassenerhalt. Daraufhin ging UD Las Palmas mit ihm auch in die neue Spielzeit, nach ausbleibenden Erfolgen in der Saisonmitte trennten sich beiden Parteien Anfang 2011 aber wieder. In der Saison 2011/12 betreute Paco Jémez in zweiter Amtszeit den FC Córdoba, mit dem er die Aufstiegsplayoffs in der Segunda División erreichte, dort aber bereits im Halbfinale an Real Valladolid scheiterte. Danach wurde sein Kontakt nicht verlängert.
Im Sommer 2012 trat Paco Jémez die Nachfolge von José Ramón Sandoval als Coach von Rayo Vallecano an und übernahm damit erstmals eine Stelle in der ersten spanischen Liga. Mit dem im letzten Jahr nur knapp dem Abstieg entgangenen Verein wurde Paco in der Primera División 2012/13 überraschend Achter und hätte sich mit diesem Ergebnis eigentlich für die UEFA Europa League qualifiziert. Da Rayo allerdings von der UEFA keine Lizenz dafür bekam, fiel der Startplatz an den neuntplatzierten FC Sevilla. Im Jahr darauf landete Paco mit Rayo Vallecano auf Platz zwölf und damit wieder weit weg von den Abstiegsregionen. Die Saison 2014/15 endete auf Rang elf, was erneut den sicheren Klassenerhalt bedeutete. Im Jahr darauf musste Rayo Vallecano allerdings den Gang in die Zweitklassigkeit antreten, nachdem man den Klassenerhalt um einen Zähler gegenüber Sporting Gijón verpasst hatte. Paco Jémez trat daraufhin als Trainer beim Madrider Klub zurück.
Wenig später übernahm er das Traineramt beim Erstligisten FC Granada, bei welchem er am 28. September 2016 entlassen wurde.
Von März 2019 bis Juli 2020 war er erneut Trainer von Rayo Vallecano.

## Erfolge

### Als Spieler
- Spanischer Pokalsieg: 3×

1994/95 mit Deportivo La Coruña
2000/01 und 2003/04 mit Real Saragossa
- Spanischer Superpokal: 1×

1995 mit Deportivo La Coruña

### Als Trainer
- Segunda División B: 1×

2008/09 mit dem FC Cartagena